# 螣蛇增七
仙女座9，又名BD+40 5043，HD 219815、SAO 52881、HR 8864，是仙女座的一颗恒星，视星等为6.02，位于銀經104.91，銀緯-17.82，其B1900.0坐标为赤經23h 13m 38.6s，赤緯+41° -17.82′ 39″。